# K. H. Türk
K. H. Türk, mit vollem Namen Karl Heinz Türk (* 30. Januar 1928 in Hirschberg (Schlesien); † 19. Juni 2001 in Nürtingen) war ein deutscher Künstler (Malerei, Bildhauerei und Grafik).

## Leben und Werk
Karl Heinz Türk kam nach Einsatz im Reichsarbeitsdienst und in der Wehrmacht (1944/1945) nach Wolfenbüttel. Als einer der ersten jungen Menschen ging Türk kurz nach Kriegsende nach Schottland, wo er sich von 1946 bis 1948 aufhielt und in einem der anthroposophisch orientierten Heime der Camphill-Bewegung arbeitete; dabei machte er seine ersten Erfahrungen als Heilpädagoge. Es folgte eine Begegnung mit der Bildhauerin Barbara Hepworth in Cornwall. Hier entwickelte sich der intensive Wille, selbst gestalterisch tätig zu werden.
Nach zwei Jahren Englandaufenthalt kehrte Türk wieder nach Wolfenbüttel zurück; hier begann er an der Werkkunstschule Braunschweig ein Studium (1950 bis 1952). Zwei Jahre später siedelte er nach Stuttgart um, um sich an der Akademie bei den Professoren Otto Baum, Hills, Schellenberger und Daudert das Rüstzeug für seinen späteren Beruf als freier Bildhauer zu erwerben (1953 bis 1956).
Ab 1957 war K. H. Türk als freischaffender Künstler in Hardt, einem Stadtteil von Nürtingen, tätig.
In Nürtingen gründete K. H. Türk mit seiner Frau Ilse († 29. April 2001) 1977 die Freie Kunstschule (heute Freie Kunstakademie) und 1986 die Hochschule für Kunsttherapie, die er ab 1987 als Gründungsrektor leitete.
1985 wurde K. H. Türk durch das Ministerium für Wissenschaft und Kunst Baden-Württemberg zum Honorarprofessor, 1987 zum Professor ernannt. 2018 wurde in Nürtingen an der Freien Kunstakademie ein Gedenkort für den Künstler und Schulgründer eingeweiht.

## Auszeichnungen
- 1988: Bundesverdienstkreuz am Bande
- 1997: Kulturpreis Schlesien des Landes Niedersachsen – Sonderpreis

## Forum K. H. Türk
Das „Forum Ilse und K. H. Türk“ wurde im Jahr 2007 durch einen Kreis von Freunden und ehemaligen Schülern gegründet. Anliegen des Vereins Forum Türk ist es, das geistige und künstlerische Erbe von Ilse und K. H. Türk zu erhalten und der Öffentlichkeit zugänglich zu machen.

## Ausstellungen
- 2000: Galerie am Pfleghof, Tübingen, Deutschland, 10. Dezember bis 27. Januar 2001 (bewegte Gruppen, Kleinplastik und Fotografie)[2]
- 2006: Galerie der Stadt Wendlingen am Neckar, Deutschland, 6. September bis 15. Oktober (Retrospektive)[3]
- 2008: Forum Ilse und K. H. Türk, Nürtingen, Deutschland, 30. Januar bis 16. März (Retrospektive zum 80. Geburtstag)[4]
- 2009: Forum Ilse und K. H. Türk, Nürtingen, Deutschland, 28. Juni bis 25. Juli (Kleinbronzen)[5]
- 2010: Amtsgericht Nürtingen, Nürtingen, Deutschland, 8. Juli bis 30. Juli (Sonderausstellung im Rahmen der "Woche der Justiz")[6]
- 2011: Forum Ilse und K. H. Türk, Nürtingen, Deutschland, 16. April bis 28. Mai (Sakrale Werke von K. H. Türk)[7]

## Bekannte Werke

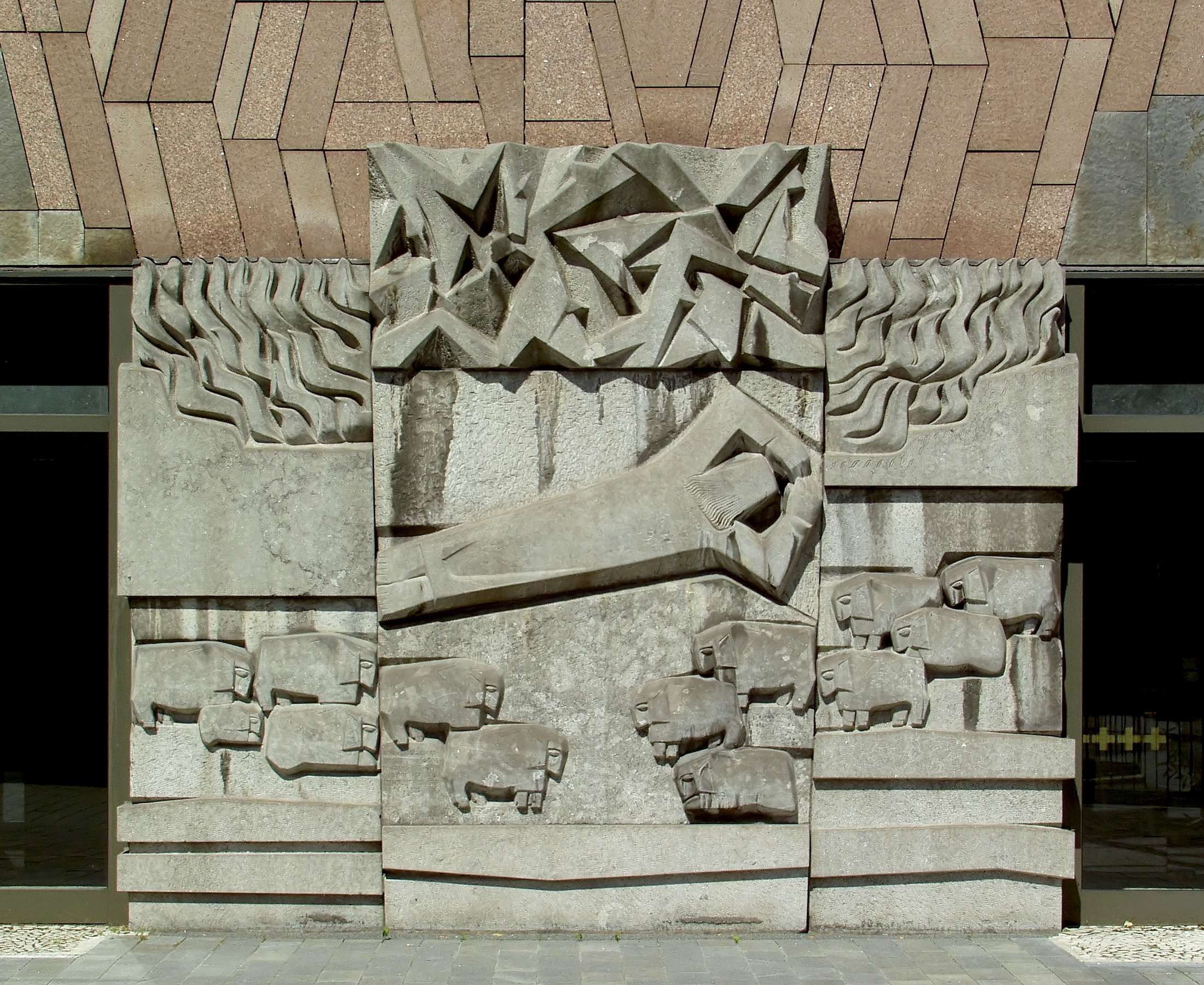
Moses und der brennende Dornbusch an der Liebfrauenkirche Duisburg

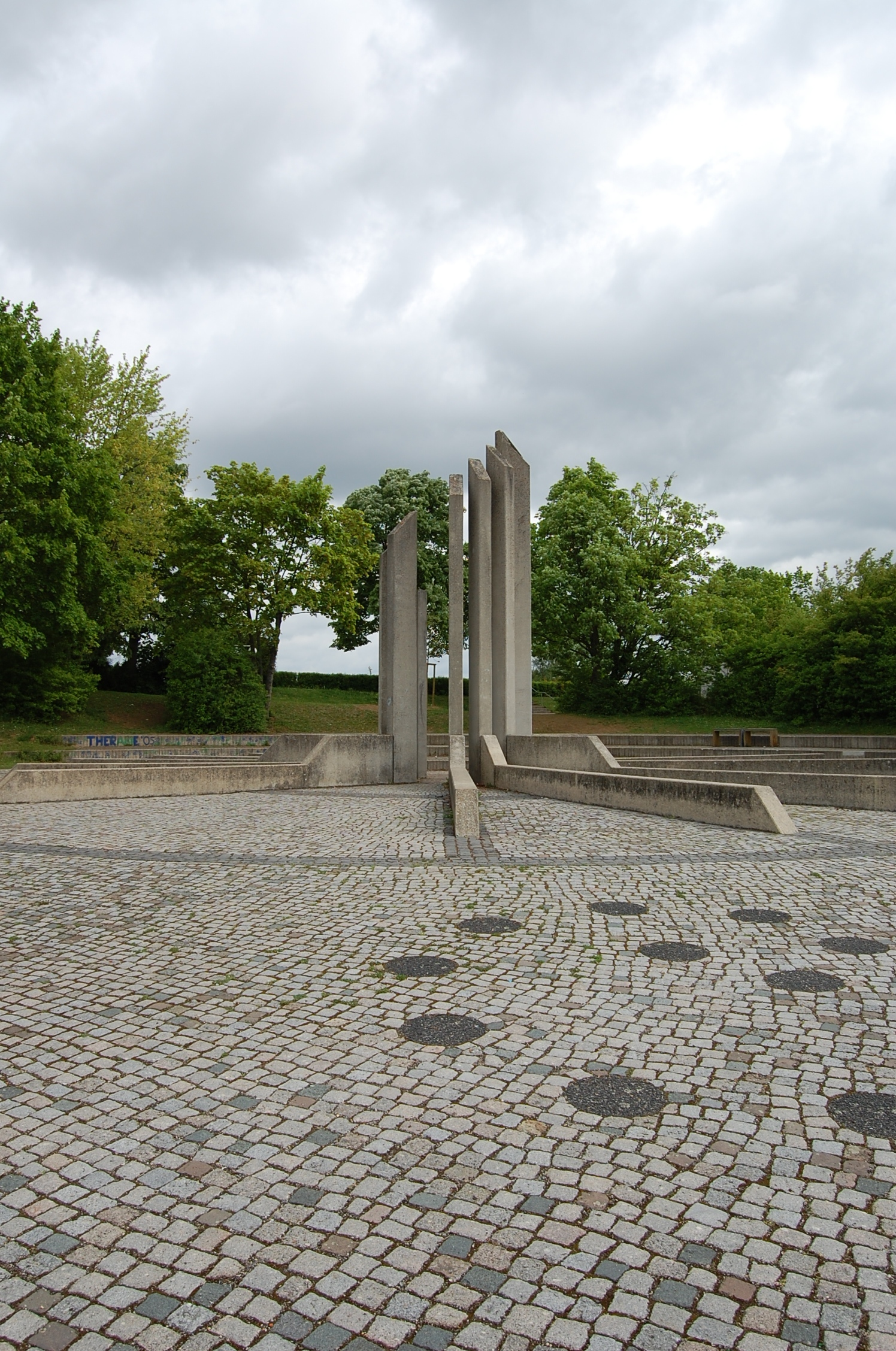
Skulptur auf dem Schulhof

- „Die Waage“. Relief am Eingang des Amtsgerichts Nürtingen in Deutschland (1971)Relief „Waage“ von K. H. Türk am Eingang des Amtsgerichts Nürtingen

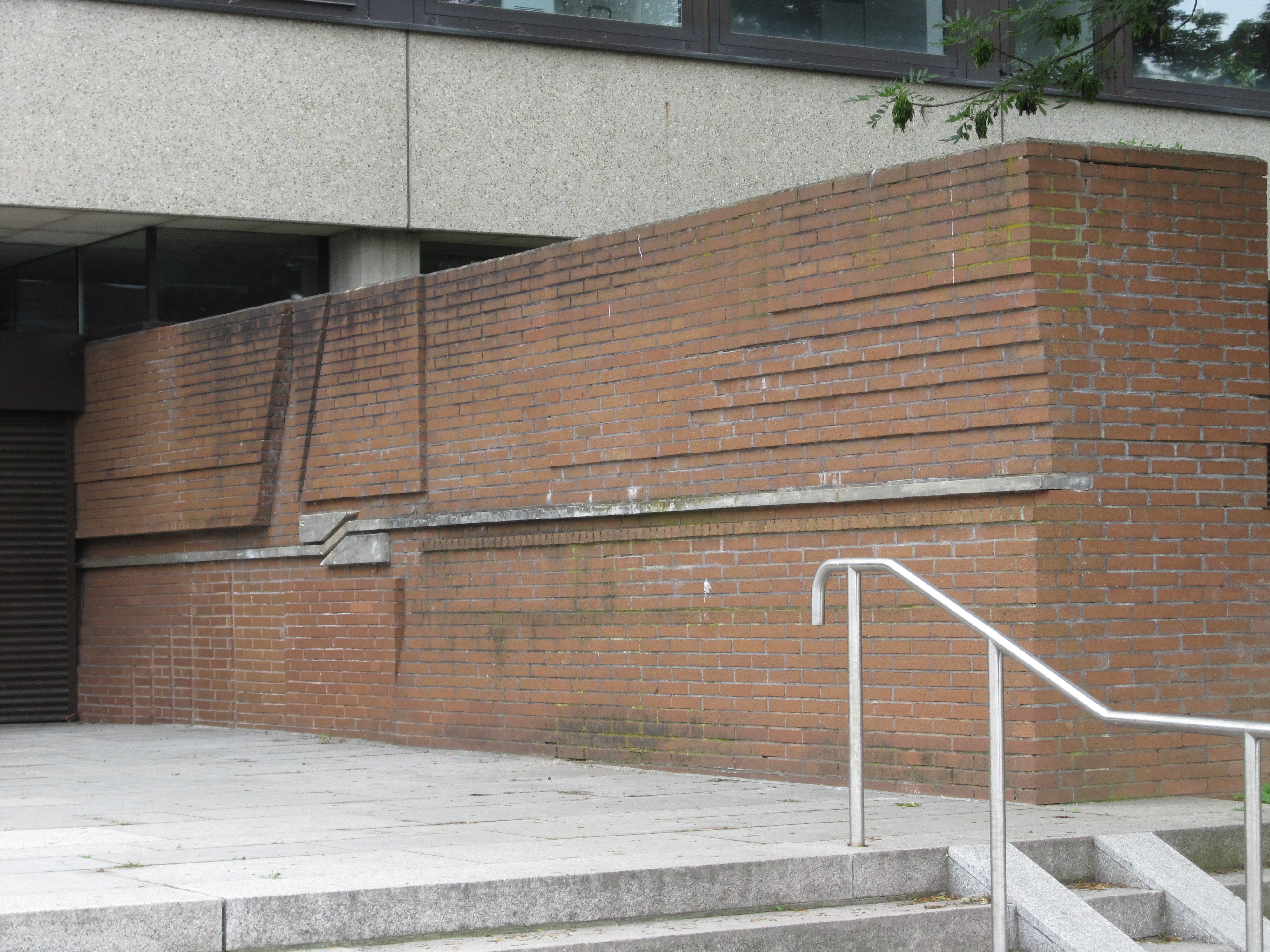
Relief „Waage“ von K. H. Türk am Eingang des Amtsgerichts Nürtingen

- „Wie ein Altar“. Auf dem Gelände (Ecke Stuttgarter Straße / Charlottenstraße) des Kreiskrankenhauses Kirchheim unter Teck, Deutschland (1992), als Teil des Kirchheimer Kunstweges[8] Wie ein Altar[9]

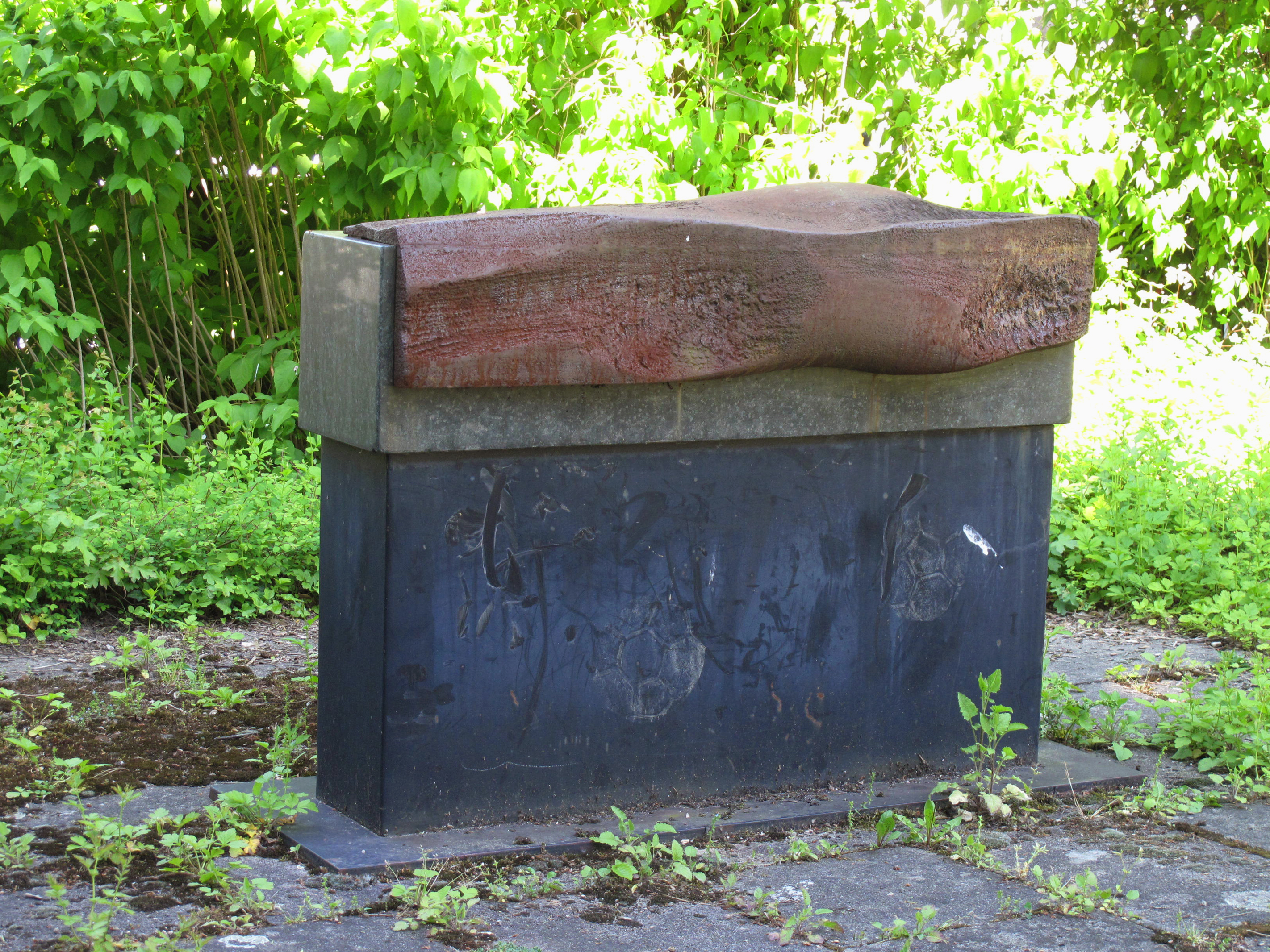
Wie ein Altar

- Relief im Foyer des Klinikums Kirchheim-Nürtingen – Klinik für Psychiatrie und Psychotherapie  in Nürtingen, Deutschland
- Relief „Moses und der brennende Dornbusch“[10] an der Liebfrauenkirche in Duisburg, Deutschland[11]
- Relief an der Liebfrauenkirche in Duisburg, Deutschland[12]
- Altar und Andachtsbild „Abendmahl“ in der Evangelischen Erlöserkirche (erbaut 1967) in Jagstfeld, Deutschland[13]
- Brunnengestaltung am Square de Nurtingen in Oullins, Frankreich
- Wandgestaltungen an Gebäuden des Gymnasiums Grafenau in Deutschland
- begehbare Betonplastik am Hölderlin-Gymnasium Nürtingen, Deutschland